# Objaw Hoffmanna
Objaw Hoffmanna – objaw neurologiczny z grupy objawów piramidowych. Wywoływany jest przez delikatne opukiwanie opuszki trzeciego lub czwartego palca; objaw jest dodatni gdy nastąpi zgięcie kciuka w stawie międzypaliczkowym. Objaw opisał niemiecki neurolog Johann Hoffmann, a nie Paul Hoffmann, jak niekiedy podają źródła.